# Vinicius Moreira
Vinicius Moreira, (Planaltina, 2 de fevereiro de 1989) é um lutador profissional de artes marciais mistas que atualmente compete pelo UFC na categoria dos meio-pesados.

## Carreira no MMA

### Dana White's Contender Series Brasil
Vinicius enfrentou John Allan Arte em 11 de agosto de 2018 no Dana White's Contender Series Brasil 3. Ele venceu por finalização com um triângulo e recebeu um contrato com o UFC.

### Ultimate Fighting Championship
Vinicius fez sua estreia no UFC contra Alonzo Menifield em 19 de janeiro de 2019 no UFC Fight Night: Cejudo vs. Dillashaw. Ele perdeu por nocaute técnico no primeiro round.
Ele em seguida enfrentou Eryk Anders em 29 de junho de 2019 no UFC on ESPN: Ngannou vs. dos Santos. Ele perdeu por nocaute no primeiro round.
Vinicius enfrentou Paul Craig em 21 de setembro de 2019 no UFC Fight Night: Rodríguez vs. Stephens. Ele perdeu por finalização no primeiro round.

## Cartel no MMA
| Cartel no MMA   |            |            |
| 14 lutas        | 9 vitórias | 5 derrotas |
| Por nocaute     | 1          | 4          |
| Por finalização | 8          | 1          |
| Por decisão     | 0          | 0          |

| Res.    | Cartel | Oponente                    | Método                         | Evento                                                 | Data       | Round | Tempo | Local                  | Notas                                 |
| ------- | ------ | --------------------------- | ------------------------------ | ------------------------------------------------------ | ---------- | ----- | ----- | ---------------------- | ------------------------------------- |
| Derrota | 9-5    | Ike Villanueva              | Nocaute (soco)                 | UFC on ESPN: Chiesa vs. Magny                          | 20/01/2021 | 2     | 0:39  | Abu Dhabi              |                                       |
| Derrota | 9-4    | Paul Craig                  | Finalização (mata leão)        | UFC Fight Night: Rodríguez vs. Stephens                | 21/09/2019 | 1     | 3:19  | Cidade do México       |                                       |
| Derrota | 9-3    | Eryk Anders                 | Nocaute (socos)                | UFC on ESPN: Ngannou vs. dos Santos                    | 29/06/2019 | 1     | 1:18  | Minneapolis, Minnesota |                                       |
| Derrota | 9-2    | Alonzo Menifield            | Nocaute Técnico (socos)        | UFC Fight Night: Cejudo vs. Dillashaw                  | 19/01/2019 | 1     | 3:56  | Brooklyn, New York     | Estreia no UFC.                       |
| Vitória | 9-1    | John Allan Arte             | Finalização (triângulo)        | Dana White's Contender Series Brasil 3                 | 11/08/2018 | 2     | 3:40  | Las Vegas, Nevada      |                                       |
| Vitória | 8-1    | Jason Radcliffe             | Finalização (triângulo de mão) | SFL 2018 - Semifinals: Haryana Sultans vs. U.P. Nawabs | 11/03/2018 | 1     | 4:07  | Mumbai                 |                                       |
| Vitória | 7-1    | Sachin Kumar                | Finalização (chave de braço)   | SFL 2018 - Sher-E-Punjab vs. Haryana Sultans           | 02/03/2018 | 1     | 1:24  | Mumbai                 |                                       |
| Vitória | 6-1    | Amit Thapa                  | Finalização (mata leão)        | SFL 2018 - Haryana Sultans vs. Mumbai Maniacs          | 17/02/2018 | 1     | 1:05  | Mumbai                 |                                       |
| Vitória | 5-1    | Jose Aparecido Santos Gomes | Finalização (triângulo de mão) | SFL 2018 - Haryana Sultans vs. Bengaluru Tigers        | 10/02/2018 | 2     |       | Mumbai                 | Volta aos Meio-Pesados.               |
| Derrota | 4-1    | Rafael Celestino            | Nocaute (socos)                | Shooto Brazil - Shooto Brazil 77                       | 27/10/2017 | 1     | 2:27  | Brasília               |                                       |
| Vitória | 4-0    | Renan Ferreira              | Finalização (chave de braço)   | Fam Fight - FamFightNight                              | 03/09/2016 | 1     | 3:37  | Goiânia                | Ganhou o cinturão peso pesado do FFN. |
| Vitória | 3-0    | Vinicius Lima               | Finalização (chave de dedo)    | TWC 3 - The Warriors Combat 3                          | 13/08/2016 | 2     | 4:39  | Brasília               | Estreia nos Pesados.                  |
| Vitória | 2-0    | Gustavo Moralis             | Nocaute Técnico (socos)        | MF - MagalFight 1                                      | 16/04/2016 | 1     | 1:54  | Alexânia, Goiás        |                                       |
| Vitória | 1-0    | Gabriel Scheufler           | Finalização (mata leão)        | Fight K - Aguia                                        | 11/10/2015 | 1     | 2:57  | Gama, Distrito Federal | Estreia nos Meio-Pesados.             |